# Athetis cinerascens
Athetis cinerascens är en fjärilsart som beskrevs av Victor Ivanovitsch Motschulsky 1860. Athetis cinerascens ingår i släktet Athetis och familjen nattflyn. Inga underarter finns listade i Catalogue of Life.